# László Esterházy
László Esterházy di Galánta (Galanta, 1626 – Galanta, 1652) è stato un militare e nobile ungherese, morì combattendo nella guerra contro l'Impero ottomano indetta dall'Impero austriaco.

## Biografia
László succedette al padre Miklós, nel 1645 come capo della famiglia Esterházy, dal momento che suo fratello maggiore Stefano era morto nel 1641.
Tra le proprietà di famiglia, spiccava il governo della città di Eisenstadt, che il padre aveva ottenuto nel 1622 dall'Imperatore.
László, morì prematuramente nel 1652, senza figli, combattendo nella Battaglia di Vezekény contro le truppe dei Turchi.
Sotto l'aspetto militare, questa battaglia non fu rilevante nella guerra dell'Austria contro i Turchi sul suolo ungherese, ma per la famiglia Esterházy fu un duro colpo, dal momento che non solo vi morì il Conte Ladislao, ma anche tre dei suoi cugini.
Che lo raffigurano, rimangono ancora oggi due dipinti d'epoca che rappresentano due momenti dello scontro: la battaglia, e le cerimonie per le esequie del Conte Esterházy, dipinti che vennero commissionati dalla famiglia in ricordo del tragico evento.
A succedergli nella Contea di Esterháza fu il fratello minore Pál, che riuscirà ad ottenere il titolo di Principe distinguendosi nel servizio prestato agli Asburgo.